# Helga Moray
Helga Moray, född den 6 april 1908 i Kapstaden, Sydafrika, död den 23 april 1996 i Worcester, England, var en skådespelerska och författare.

## Biografi
Som skådespelerska deltog Moray i filmerna That's my wife 1933  och The river wolves 1934. Båda regisserades av Leslie S. Hiscott. Moray har också utpekats som den första kvinnliga filmfotografen i Hollywood. Hon bodde senare i Cannes i Frankrike.
Som författare skrev hon främst romantiska berättelser.
Romanen Untamed (Vinden visar vägen) filmatiserades 1955 i regi av Henry King under samma titel (svensk filmtitel: Otämjd). Berättelsen handlar om en irländsk potatisodlarfamilj som under dåliga tider emigrerar till Sydafrika och där hustrun återfinner en holländare som hon tidigare varit förälskad i. Det finns även kopplingar till boer och den stora trekken.
Moray skrev främst fristående romaner men även en trilogi om Roxana, som 1977 återutgavs under pseudonymen Hélène Moreau.

### Privatliv
Moray var gift med Tay Garnett 1935-1942. Paret fick ett barn men äktenskapet slutade med skilsmässa. Hon var gift med James Holden Clayton 1951-1966, fram till hans död. 

### Roxana-trilogin
- I, Roxana 1965
- Roxana and Alexander 1971
- A son for Roxana 1971

### Övriga romaner
- Untamed 1951 (Vinden visar vägen, övers. Josef Jonasson, 1951)
- Tisa 1952 (Tisa, övers. Lisbeth och Louis Renner (men i första svenska upplagan anges endast Louis Renner), 1954)
- Carla 1954 (Stjärnfall, övers. Gerd Lilliehöök, 1956)
- The savage earth 1968 (För himmelens vindar, övers. Gunilla Banck, 1972)